# اسووا آلویتی
اِسوِوا آلویتی (ایتالیایی: Sveva Alviti؛ زادهٔ ۱۴ ژوئیهٔ ۱۹۸۴) مدل و بازیگر اهل ایتالیا است.
از فیلم‌هایی که وی در آن‌ها نقش داشته‌است، می‌توان به صبح بخیر پدر و بانسر اشاره نمود.